# 1511 în literatură
- 1510 în literatură — 1511 în literatură — 1512 în literatură

Anul 1511 în literatură a implicat o serie de evenimente semnificative. 

## Evenimente
- Erasmus din Rotterdam devine profesor de greacă și teologie la Cambridge (până în 1514). El traduce Noul Testament din greacă în latină.

## Eseuri
- Erasmus din Rotterdam - De Ratione Studii, ("Despre rațiunea învățării")
- Jean Lemaire de Belges - Prééminence de l’Église gallicane (Lyon)

## Poezie
- Pierre Gringore - Comedia căpeteniei neghiobilor și a mamei nătărăilor ("Jeu du prince des sots et de la mère sotte")

## Nașteri

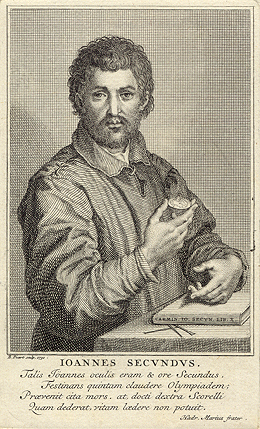
Jan Everaerts

- 15 noiembrie: Jan Everaerts (Johannes Secundus sau Janus Secundus în latină), umanist și poet olandez (d. 25 septembrie 1536).

## Decese
Format:1511